# Norris Arm
Norris Arm es un pueblo canadiense situado en la provincia de Terranova y Labrador.

## Superficie
Norris Arm tiene una superficie de 41,35 km².

## Demografía
En 2021, tenía 708 habitantes, una densidad poblacional de 17,1 hab./km², y 435 viviendas.